# Alnetoidia indica
Alnetoidia indica är en insektsart som beskrevs av Irena Dworakowska 1980. Alnetoidia indica ingår i släktet Alnetoidia och familjen dvärgstritar. Inga underarter finns listade i Catalogue of Life.